# Zuwara

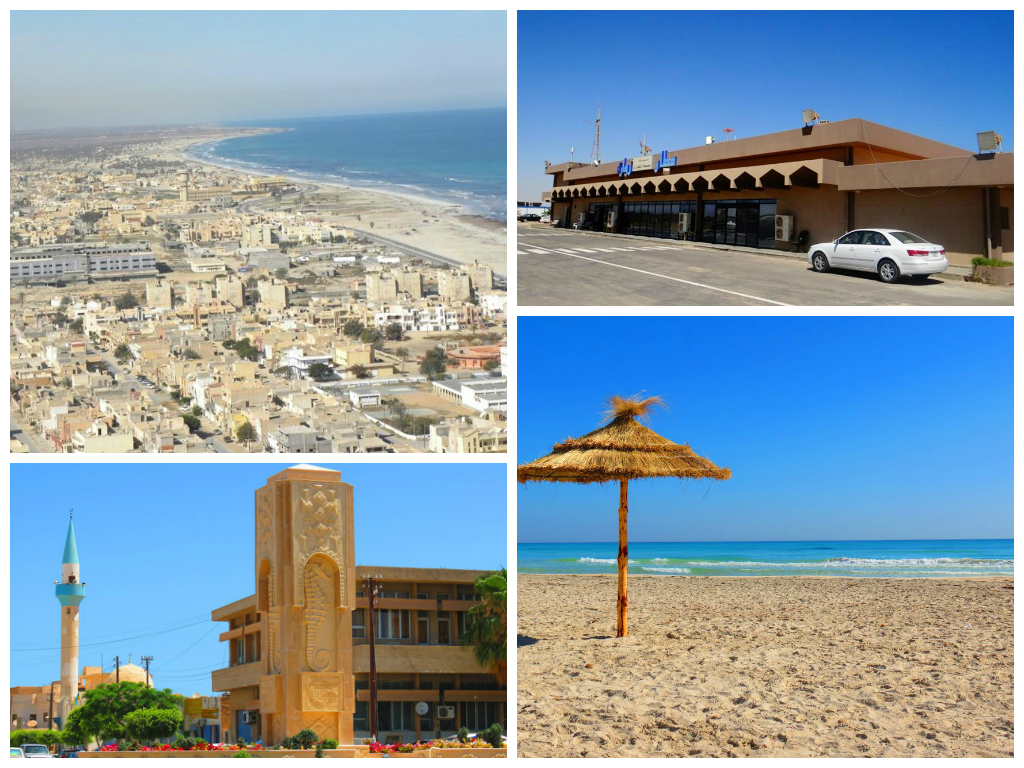

Zuwara (arabisch زوارة, DMG Zuwāra, Zentralatlas-Tamazight ⵜⴰⵎⵓⵔⵜ ⵏ ⵡⴰⵜ ⵡⵉⵍⵍⵓⵍ Tamurt n Wat Willul) ist eine Hafenstadt im Nordwesten von Libyen.

## Geographie
Zuwara liegt 108 km westlich von Tripolis und 60 km entfernt von der tunesischen Grenze. Sie ist zugleich die Hauptstadt des Munizips an-Nuqat al-Chams.
In der Stadt leben 45.000 Menschen. Die Bevölkerung besteht hauptsächlich aus Ibaditen, einem eigenständigen Zweig des Islam, die eine lokale Berbersprache sprechen.

## Geschichte
Leo Africanus erwähnte die Stadt das erste Mal. In einem katalanischen Segelbuch erscheint 1375 Punta dar Zoyara.
Im 20. Jahrhundert wurde Zuwara der westlichste Außenposten von Italienisch-Libyen (1912–1943).
Zu Beginn des Aufstands in Libyen im Februar 2011 kam es auch in Zuwara zu Demonstrationen gegen die Herrschaft Muammar al-Gaddafis, denen sich Augenzeugenberichten zufolge auch lokale Polizeikräfte anschlossen. Kurze Zeit nach der Einnahme des weiter östlich gelegenen az-Zawiya wurde auch Zuwara von Regierungstruppen eingeschlossen und am 14. März als eine der letzten Küstenstädte im Westen des Landes erobert.

## Wirtschaft und Verkehr
Zuwara war damals der Endbahnhof der Bahnstrecke von der Hauptstadt Tripolis.
Der künstlich angelegte Hafen der Stadt bietet Schutz für die motorisierte Fischfang-Flotte. Getreide, Datteln und Espartogras sind lokale Produkte.
Im Zuge des staatlichen Zerfalls wurde Zuwara zu einem Ausgangspunkt der Schlepperei, die Flüchtlinge nach Europa bringt.